# La Pila, Tabasco
La Pila är en ort i Mexiko.   Den ligger i kommunen Tacotalpa och delstaten Tabasco, i den sydöstra delen av landet, 700 km öster om huvudstaden Mexico City. La Pila ligger 152 meter över havet och antalet invånare är 187.
Terrängen runt La Pila är kuperad söderut, men norrut är den bergig. Runt La Pila är det ganska tätbefolkat, med 70 invånare per kvadratkilometer. Närmaste större samhälle är Tacotalpa, 19,3 km norr om La Pila. I omgivningarna runt La Pila växer i huvudsak städsegrön lövskog.